# Instituto de Estudos de Desenvolvimento Econômico e Social
Instituto de Estudos de Desenvolvimento Econômico e Social (em francês, Instituto du développement économique et social, IEDES) é uma entidade da Universidade Paris I (Panthéon Sorbonne).

## História

### Criação, contexto histórico
A criação do Instituto de Estudos de Desenvolvimento Econômico e Social (IEDES) coincide com o lançamento do primeiro satélite terrestre fabricado pelo ser humano, o Sputnik 1, em outubro de 1957. O IEDES foi criado por decreto em 15 de outubro de 1957 como instituto da Universidade de Paris, apenas 11 dias após o lançamento do Sputnik 1. A coincidência dos eventos permite identificar o contexto histórico em qual o Instituto é estabelecido: o período de desenvolvimento pós Segunda Guerra Mundial, da guerra fria, e da corrida espacial.
A criação do IEDES está situada em um período de grandes mudanças na França e no mundo. Ocorre apenas treze anos após a Ocupação da França pela Alemanha nazista, doze anos após os Bombardeamentos de Hiroshima e Nagasaki, dez anos após o início do Plano Marshall e seis anos após o seu final, que nos fala da situação econômica francesa naquele período de reconstrução pós Segunda Guerra Mundial. Por outro lado, a sua criação durante o desenvolvimento da Guerra Fria, aquele confronto político, econômico, social, militar, de informações e até mesmo desportivo entre o bloco capitalista ocidental, liderado pelos EUA, e o bloco oriental comunista, liderado pela União Soviética, oito anos após a criação da Organização do Tratado do Atlântico Norte e a detonação da primeira bomba atômica da URSS, nos permite identificar as grandes ideias e o contexto geopolítico global, que podem ter influenciado tanto o governo francês como os fundadores do Instituto. O IEDES nasce em um contexto de confronto mundial entre o capitalismo e o comunismo.

### Crise de 1968, a Divisão da Universidade de Paris
O confronto ideológico daquela época não poderia deixar de afetar o desenvolvimento das universidades na França e, assim também, a história do IEDES.
A Faculdade de Letras de Nanterre, criada em 1964, como parte da Universidade de Paris, tornou-se um centro de agitação contra os projetos de reforma daquela época. Em 2 de maio de 1968, o reitor da academia, presidente do conselho da Universidade de Paris, fecha a Faculdade de Letras.
Tais eventos teriam como consequências a manifestação de centenas de estudantes em frente à Sorbonne para exigir a anulação dessa decisão, o confronto entre a polícia e estudantes, o desenvolvimento de uma greve geral ilimitada na França, a dissolução da Assembleia Nacional e a criação de uma nova assembleia nacional, cujo principal objetivo seria o de reformar a legislação universitária da Terceira República, dando maior autonomia de gestão para as instituições de ensino superior e permitindo estabelecer várias universidades sob uma única autoridade acadêmica.
Assim nasceu a lei de 12 de novembro de 1968, que seria substituída mais tarde pela lei de 26 de janeiro de 1984. Essa legislação de 12 de novembro permite a divisão, a partir de 1969, da antiga Universidade de Paris em 13 universidades.  O IEDES adere, em 1969, ao que seria mais tarde, em 1971, a Universidade de Paris 1 Panteão-Sorbonne  (em francês, Université Paris 1 Panthéon-Sorbonne). Paris 1 é a primeira entre as 13 novas universidades em ordem numérica. Vale ressaltar que o Instituto é mais velho do que qualquer uma das 13 novas universidades, pois foi fundado em 1957, e fez parte da Universidade de Paris antes da sua divisão.

## Publicações
As publicações incluem a coleção "Terceiro Mundo" e a revista Terceiro Mundo. O Instituto de Estudos de Desenvolvimento Econômico e Social assinou acordos de cooperação internacional com diversas universidades nos países da África e América Latina e apoia projetos realizados por organizações internacionais (UNESCO). O Instituto é parte de uma série de redes científicas que envolvem países com diferentes níveis de vida. O Instituto de Estudos de Desenvolvimento Econômico e Social está localizado no campus do Jardim Tropical de Paris (antiga sede da Exposição Universal de Paris) e trabalha em colaboração com o CIRAD, o CIRED, o IRD, o INRA e o INRA /CEDIMES .